# Cymru South
La Cymru South es una liga de fútbol regional de Gales formada por equipos de la zona sur. Fue creada en 2019 y junto a la Cymru North forman la segunda categoría del fútbol galés.

## Equipos 2025-26
| Club                        | Localidad             | Estadio                            | Capacidad |
| --------------------------- | --------------------- | ---------------------------------- | --------- |
| Aberystwyth Town            | Aberystwyth           | Park Avenue                        | 5000      |
| Afan Lido                   | Aberavon, Port Talbot | Marston's Stadium                  | 3000      |
| Ammanford                   | Ammanford             | Recreation Ground                  | 1000      |
| Baglan Dragons              | Baglan, Port Talbot   | Evans Bevan Playing Field          | 1000      |
| Cambrian & Clydach Vale BGC | Clydach Vale          | King George V New Field            | 900       |
| Caerau (Ely)                | Ely, Cardiff          | Cwrt-yr-Ala Road                   | 1000      |
| Cardiff Draconians          | Gabalfa, Cardiff      | Lydstep Park                       | 1000      |
| Carmarthen Town             | Carmarthen            | Richmond Park                      | 2500      |
| Cwmbran Celtic              | Cwmbran               | Celtic Park                        | 350       |
| Llantwit Major              | Llantwit Major        | Windmill Ground                    | 1000      |
| Newport City                | Llanwern, Newport     | Newport Stadium                    | 5058      |
| Pontypridd United           | Pontypridd            | USW Sports Park                    | 1000      |
| Trefelin BGC                | Velindre, Port Talbot | Ynys Park                          | 1000      |
| Treowen Stars               | Treowen, Newbridge    | Bush Park                          | 950       |
| Trethomas Bluebirds         | Trethomas, Caerphilly | CCB Centre For Sporting Excellence | N/D       |
| Ynyshir Albions             | Ynyshir               | The Oval                           | 250       |

## Campeones
| Temporada | Campeón                |
| --------- | ---------------------- |
| 2019-20   | Swansea University     |
| 2021-22   | Llantwit Major         |
| 2022-23   | Barry Town United      |
| 2023-24   | Briton Ferry Llansawel |
| 2024-25   | Llanelli Town          |

## Títulos por club
| Club                   | Campeón | Años campeón |
| ---------------------- | ------- | ------------ |
| Swansea University     | 1       | 2019-20      |
| Llantwit Major         | 1       | 2021-22      |
| Barry Town United      | 1       | 2022-23      |
| Briton Ferry Llansawel | 1       | 2023-24      |
| Llanelli Town          | 1       | 2024-25      |